# Postoloprty
Postoloprty (in tedesco Postelberg) è una città della Repubblica Ceca facente parte del distretto di Louny, nella regione di Ústí nad Labem.